# 穆爾蒂亞

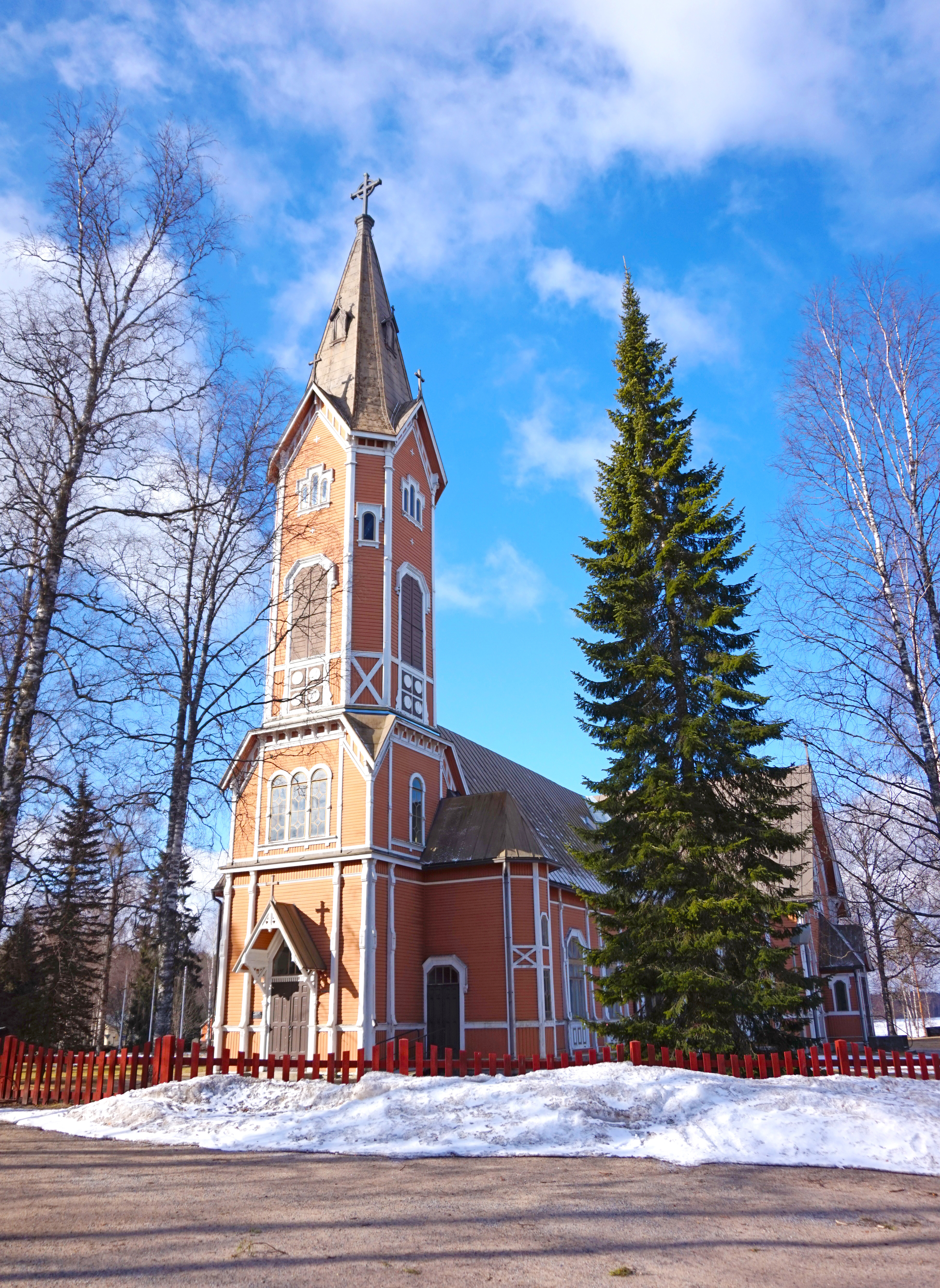

穆爾蒂亞是芬蘭的城鎮，位於該國中南部，由中芬蘭區負責管轄，距離于韋斯屈萊37公里，始建於1868年，面積765.62平方公里，2013年人口1,846，人口密度為每平方公里2.52人。

## 外部連結
- Municipality of Multia （页面存档备份，存于） – Official website （文）